# Polymerisatharze
Polymerisatharze sind Kunstharze, die als meist als Bindemittel für Farben eingesetzt werden. Die Gruppe der Polymerisatharze wird in Polyolefine, Vinylpolymere und Polyacrylate unterteilt. Diese Bindemittel werden, jeweils noch in Abmischung mit Pigmenten, Füllstoffen und Additiven, als feine Pulvermischung (Pulverlack) beziehungsweise als wässrige Dispersion (Dispersionsfarbe) oder in Lösemitteln gelöst (Lösungsmittelfarbe), auf das zu lackierenden Material aufgetragen. 

## Herstellung und Verwendung
Polymerisatharze entstehen wie alle Polymere durch Verkettung von Monomeren zu Makromolekülen. Die Molmassen liegen jedoch meist erheblich über den in Lacken verwendeten Kondensationsharzen. Dies führt zu vermehrtem Einsatz als lösungsmittelfreie, wässrige Dispersionsfarbe oder Pulverlack. 
Wässrige Polymerisatharze werden zur Herstellung von Dispersionsfarben, Acrylfarben,  Grundierungen, Klebstoffen und Spachtelmassen eingesetzt. 
Polymerisatharze auf der Basis von Polyacrylaten, Polyvinylchlorid und Polyvinylacetat werden für Bodenfarben, Fassadenmattfarben und Grundierungen verwendet.
Acryl- und Methacrylharze werden für Tiefengrundierungen eingesetzt. Durch ihre fadenförmige Art dringen sie ausgezeichnet in den Untergrund ein.

## Gelöste und ungelöste Polymerisatharze
Bei Polymerisatharzen werden gelöste von ungelösten Polymerisatharzen unterschieden.

## Polymerdispersionen
In Wasser dispergierte Polymerisatharze bestehen aus kugelförmigen Teilchen, welche auf der Oberfläche während des Trocknungsvorgangs (kalter Fluss) verkleben. Grobteilige Dispersionen (Teilchengröße um 1 µm, wie in Farben üblich) dringen nur schwierig in poröse Untergründe ein. Vor allem für Tiefgründe werden besonders feinteilige Dispersionen verwendet, deren Teilchengröße um 50 nm liegt.

## Gelöste Harze
Gelöste Polymerisatharze unterscheidet man in vernetzende und nicht-vernetzende Typen. Vernetzende Typen härten durch chemische Reaktion unter dem Einfluss von Härtern, Wärme oder UV-Einfluss. Sie werden meist in der Industrie oder Autolackiererei eingesetzt.
Nicht vernetzende Typen werden oft in der Baumalerei eingesetzt. Sie trocken durch Verdunstung ihres Löse- und Verdünnungsmittels. Daher können sie durch erneuten Einsatz des Lösungsmittels wieder in Lösung gebracht werden. 